# Redemptoristinnenklooster Mariëndaal

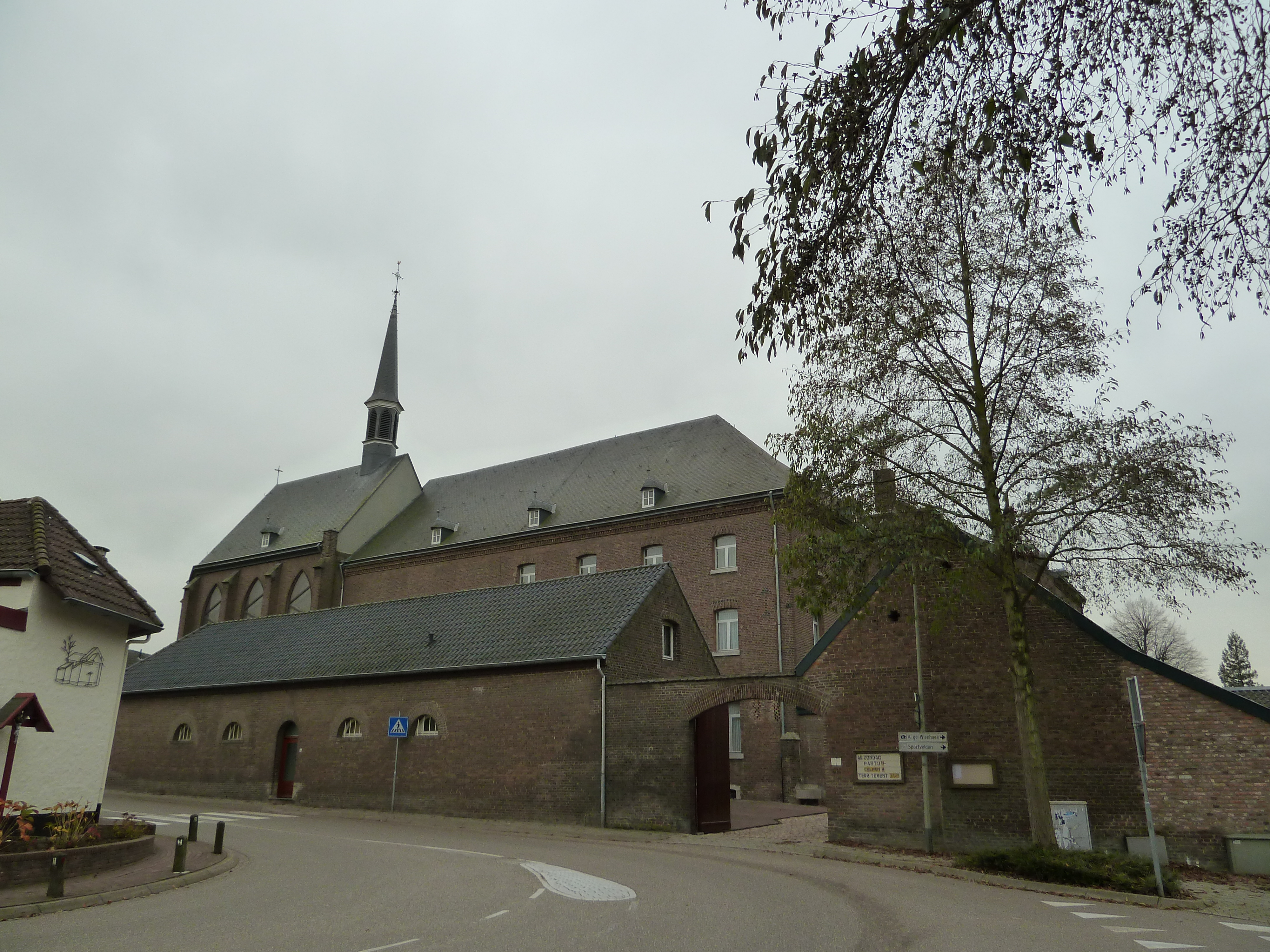
Klooster Mariëndaal

Het Redemptoristinnenklooster "Mariëndaal" is een klooster te Partij, gelegen aan Partijerweg 6.
Het betreft een bakstenen zustersklooster, gebouwd in 1848 en ingewijd in 1850. De redemptoristinnen dragen een opvallend rood habijt, dat refereert aan de liefde tot God. Hieroverheen wordt een blauwe sluier gedragen. Het is een slotklooster, dat door de aanwezige zusters niet verlaten wordt. Er is dan ook sprake van een volledig ommuurd complex, dat tevens de tuin omvat, die onder andere enkele grafkapellen en een Lourdesgrot bezit.
Het klooster heeft een neogotische kapel voorzien van een dakruiter die vroeger tevens werd gebruikt voor de kerkgang van de buurt. Vroeger werd het deel van de zusters door tralies afgescheiden van de rest van de kapel. Tussen 1961 en 1964 werd de kapel gerenoveerd, waarbij de tralies door een glazen scheidingswand werden vervangen.